# مايك بيب

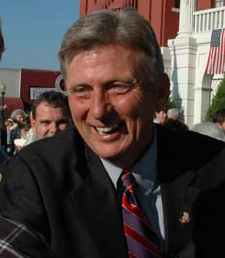
مايك بيب

مايك بيب (بالإنجليزية: Mike Beebe) من مواليد 28 كانون الأول - ديسمبر من عام 1946 في بلدة اماجون في ولاية أركنساس هو سياسي أميركي ينتمي إلى الحزب الديمقراطي الأمريكي وحاكم لولاية أركنساس منذ 9 كانون الثاني - يناير من عام 2007 حصل مايك بيب على شهادته الجامعية الأولى في جامعة ولاية أركنساس في عام 1968 وشهادة في القانون من جامعة ولاية أركنساس في عام 1972، ومايك بيب متزوج ولديه ثلاثة أطفال.